# Gråträsks kapell
Gråträsks kapell är en kyrkobyggnad i Gråträsk som hör till Piteå församling i Luleå stift. Kapellet har knuttimrade väggar och ett brant spånklätt tak som kröns av en lökformad takspira. På södra sidan finns ett vapenhus och på norra sidan en sakristia.

## Historik
Under 1640-talet var Gråträsk en viktig knutpunkt på transportleden upp till Nasafjälls silververk. Därför fick lappfogden Olof Jonsson 1645 i uppdrag av landshövdingen att uppföra ett litet kapell i Gråträsk, som annex till den kyrka som samtidigt skulle uppföras vid Avaviken. Det är inte känt om någon särskild präst var förordnad till dessa kyrkor. När Nasafjälls silververks anläggningar förstördes av dansk-norska trupper 1659 förlorade Gråträsks kapell delvis sin betydelse. Ännu på 1920-talet stod dock en del av ytterväggarna kvar.
Nuvarande byggnad är en rekonstruktion från 1934, efter ritningar av arkitekt Sven Brandel. Byggmästare var Efraim Åkerlund. Inredningen är ritad av Enar Leffler och interiörmåleriet utfört av konservator Fridtiof Erichsson.
Norr om kapellet finns en fristående klockstapel från 1938.

## Galleri

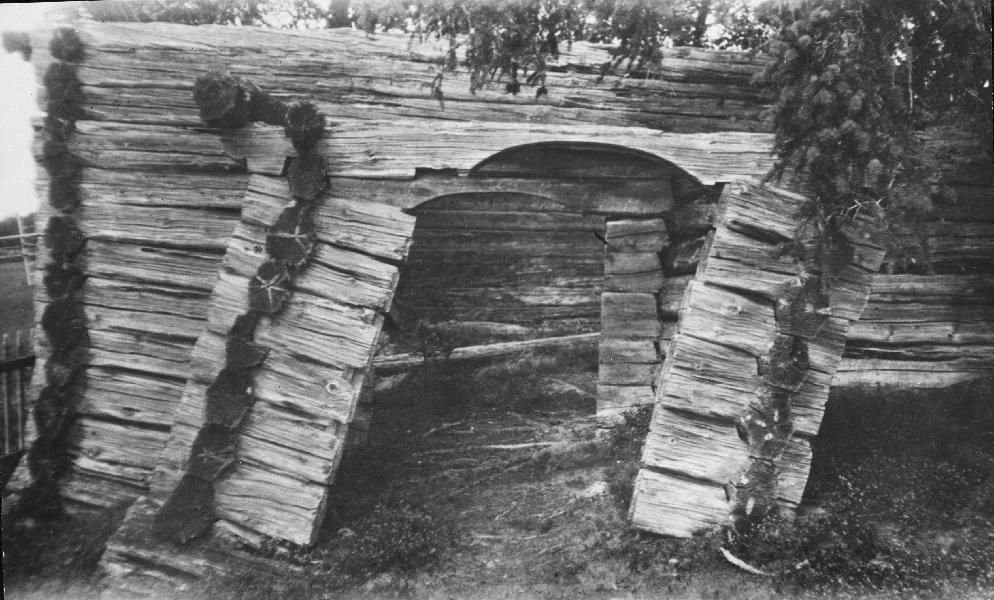
Rester från det gamla kapellet.
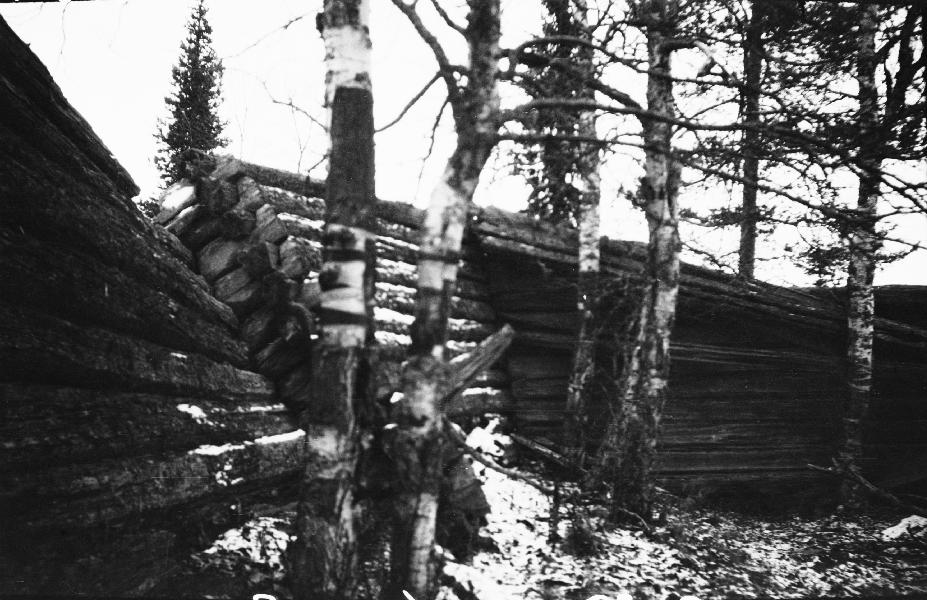
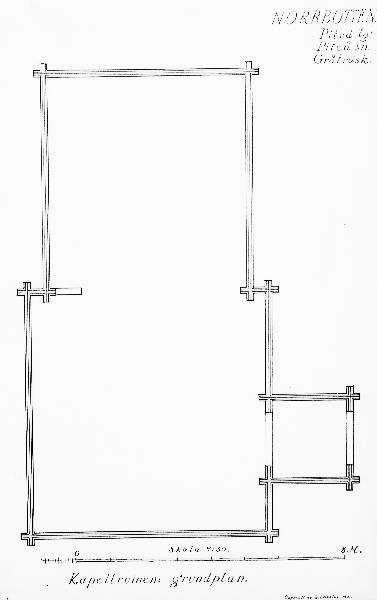
Ritning över grundplanen för det gamla kapellet.